# 日本ファインケム
株式会社日本ファインケム（にほんファインケム）は、かつて存在した東京都千代田区に本社を置く日本の化学メーカー。
2024年10月1日付けで日本ユピカと合併し、三菱ガス化学ネクストとなった。

## 概要
- 三菱ガス化学の子会社である。
- 旧名は「日本ヒドラジン工業」であった。

## 沿革
- 1959年(昭和34年) 12月 - 日本瓦斯化学工業株式会社（現 三菱瓦斯化学株式会社）と増田化学工業株式会社(香川県高松市)の共同出資により日本ヒドラジン工業株式会社を設立
- 1987年(昭和62年) 4月 - 日本ファインケミカル株式会社と合併
- 2005年(平成17年)
  - 8月 - 新潟工場にて爆発事故発生。
  - 10月 - 社名を株式会社日本ファインケムに変更。
- 2024年(令和6年) 10月 - 同じく三菱ガス化学グループの日本ユピカ株式会社と合併し、三菱ガス化学ネクスト株式会社となった。

## 事業所
- 本社（東京都千代田区）
- 新潟工場（新潟市北区）
- 坂出工場（香川県坂出市）
- 平塚事業所（神奈川県平塚市)
- 研究開発センター（新潟市北区）